# 友香
友香（ともか、英語: TOMOCA、1981年10月22日 - ）は、日本の歌手である。

## 人物
群馬県高崎市生まれの東京都育ち
。国立音楽大学附属音楽高等学校、国立音楽大学声楽科卒業。2007年にロックチッパーレコード・ディストリビューション・ユニバーサルミュージックよりメジャーデビュー。

## ディスコグラフィー

### シングル
- 立山こころの歌『たったひとつの幸福』（2007年5月2日、ロックチッパーレコード）
  - 作詞は池野元はるか、作曲はみなみらんぼう。読売新聞北陸発刊45周年を記念して制作された[1][3]。

### ミニアルバム
- 『いろは詩』（2009年4月25日）

### 非売品
- 『絆という名の生き甲斐で』（2007年、TK TRACKS）
  - 作詞・作曲・編曲は小室哲哉。錦秀会50周年記念フェローシップソングとして関係者にのみ配布された。